# Лебедєв Віктор Миколайович
Віктор Миколайович Лебедєв (рос. Виктор Николаевич Лебедев; нар. 10 березня 1988) — російський борець вільного стилю, дворазовий бронзовий призер та дворазовий чемпіон світу, бронзовий призер чемпіонату Європи, чемпіон Європейських ігор, срібний призер Кубку світу. Заслужений майстер спорту Росії.

## Біографія
Віктор Лебедєв народився в родині оленярів з томпонського села Тополиний.
Перший тренер: Кириллін В. Н. Особисті тренери: Міндіашвілі Д. Г., Модосян В. Г.
У 18 років Лебедєва дискваліфікували на два роки за застосування болденона (анаболічного стероїду, який легально використовується в розведенні коней і нелегально — в бодібілдингу). Потім скоротили дискваліфікацію вдвічі.
Віктор Лебедєв одружений з донькою екс-депутата Російської державної Думи, члена партії «Єдина Росія», віце-президента Федерації спортивної боротьби Росії Михайла Еверстова. Після перемоги Віктора на чемпіонаті Росії-2009 тесть влаштував в Якутську свято Иисах, на якому спортсмен отримав квартиру, машину, коня, оленя та інші цінні подарунки.

## Участь в Олімпіадах
На думку багатьох фахівців на літні Олімпійські ігри 2012 мусив поїхати дворазовий чемпіон світу Лебедєв, але він поїхав до Лондона тільки резервістом, щоб у разі чого замінити триразового чемпіона Європи Джамала Отарсултанова, якому Віктор програв у фіналі чемпіонату Росії, де вирішувалася доля олімпійської путівки та який напередодні Олімпіади отримав травму коліна. Врешті Отарсултанов відновився після травми та виграв золоту медаль Олімпійських ігор.
За даними газети «The Moscow Post» олімпійська путівка була продана Отарсултанову, у якого Лебедєв до того двічі вигравав, була продана якутським спортсменом з домовленістю його тестя з представником чеченської діаспори за 5 мільйонів доларів.
У 2016 році на Чемпіонаті Росії з вільної боротьби в Якутську завоював золоту медаль у ваговій категорії до 57  кг. 31 травня 2016 року стало відомо про те, що Віктор Лебедєв відмовився від участі в Олімпійських іграх 2016 року в Ріо-де-Жанейро.
1 червня 2016 року Якутський міський портал Ykt.Ru запустив акцію на підтримку прославленого спортсмена с хештегом «#Витякытаат!» з призивом якутян об'єднатися та висловити слова підтримки на адресу багаторазового чемпіона міжнародних і російських змагань Віктора Лебедєва.
Втім, на Олімпіаду якутський борець таки поїхав, де посів 9-те місце.

## Спортивні результати на міжнародних змаганнях

### Виступи на Олімпіадах
| Змагання                    | Збірна | Вагова категорія          | Місце |
| --------------------------- | ------ | ------------------------- | ----- |
| Літні Олімпійські ігри 2016 | Росія  | вільна боротьба, до 57 кг | 9     |

### Виступи на Чемпіонатах світу
| Змагання                        | Збірна | Вагова категорія          | Місце  |
| ------------------------------- | ------ | ------------------------- | ------ |
| Чемпіонат світу з боротьби 2009 | Росія  | вільна боротьба, до 55 кг | Бронза |
| Чемпіонат світу з боротьби 2010 | Росія  | вільна боротьба, до 55 кг | Золото |
| Чемпіонат світу з боротьби 2011 | Росія  | вільна боротьба, до 55 кг | Золото |
| Чемпіонат світу з боротьби 2014 | Росія  | вільна боротьба, до 57 кг | 9      |
| Чемпіонат світу з боротьби 2015 | Росія  | вільна боротьба, до 57 кг | Бронза |

### Виступи на Чемпіонатах Європи
| Змагання                         | Збірна | Вагова категорія          | Місце  |
| -------------------------------- | ------ | ------------------------- | ------ |
| Чемпіонат Європи з боротьби 2010 | Росія  | вільна боротьба, до 55 кг | Бронза |

### Виступи на Європейських іграх
| Змагання              | Збірна | Вагова категорія          | Місце  |
| --------------------- | ------ | ------------------------- | ------ |
| Європейські ігри 2015 | Росія  | вільна боротьба, до 57 кг | Золото |

### Виступи на Кубках світу
| Змагання                    | Збірна | Вагова категорія          | Місце  |
| --------------------------- | ------ | ------------------------- | ------ |
| Кубок світу з боротьби 2010 | Росія  | вільна боротьба, до 55 кг | 11     |
| Кубок світу з боротьби 2011 | Росія  | вільна боротьба, до 55 кг | 6      |
| Кубок світу з боротьби 2014 | Росія  | вільна боротьба, до 57 кг | Срібло |

### Виступи на інших змаганнях
| Змагання                                       | Збірна | Вагова категорія          | Місце  |
| ---------------------------------------------- | ------ | ------------------------- | ------ |
| Гран-прі «Іван Яригін» 2009                    | Росія  | вільна боротьба, до 55 кг | Срібло |
| Золотий Гран-прі з боротьби 2010 (Красноярськ) | Росія  | вільна боротьба, до 55 кг | Бронза |
| Тестовий турнір FILA 2011                      | Росія  | вільна боротьба, до 66 кг | 7      |
| Міжнародний турнір Дінмухамеда Кунаєва 2013    | Росія  | вільна боротьба, до 60 кг | Золото |
| Гран-прі «Іван Яригін» 2014                    | Росія  | вільна боротьба, до 57 кг | 14     |
| Турнір Алі Алієва 2014                         | Росія  | вільна боротьба, до 61 кг | 5      |
| Меморіал Вацлава Циолковського 2014            | Росія  | вільна боротьба, до 61 кг | Бронза |
| Гран-прі «Іван Яригін» 2015                    | Росія  | вільна боротьба, до 57 кг | Золото |
| Турнір Олександра Медведя 2015                 | Росія  | вільна боротьба, до 61 кг | 32     |
| Турнір Яшара Догу 2015                         | Росія  | вільна боротьба, до 61 кг | Бронза |
| Гран-прі «Іван Яригін» 2016                    | Росія  | вільна боротьба, до 61 кг | Бронза |
| Чемпіонат Росії з боротьби 2016                | Росія  | вільна боротьба, до 57 кг | Золото |